# Ратнер Самуїл Вульфович
Самуїл Вульфович Ра́тнер (нар. 13 червня 1910, Вєтка — пом. 1992) — український радянський композитор, диригент і педагог.

## Біографія
Народився 13 червня 1910 року в місті Вєтці (терер Гомельська область, Білорусь) в сім'ї шкільних вчителів. Рано втратив батьків і з 1919 по 1925 рік виховувався у дитячому будинку. У 1932 році закінчив Ленинградський музичний технікум по класу композиції П. Б. Рязанова і Г. М. Попова. У 1937 році закінчив Ленинградську консерваторію по класу диригування. У 1937—1941 роках — диригент Театра опери і балету в Мінську.
У 1941—1944 роках — диригент Уйгурського національного театра в Алма-Аті. У 1944—1947 роках — диригент і художній керівник Ворошиловградської філармонії. З 1948 року — викладач музичного училища в Донецьку (нині академія імені Прокоф'єва), працював у філармонії, був концертмейстером в театрі опери та балету.
Помер у 1992 році.

## Творчість
Твори
- опера «Хитрий Наса» (комічна, 1944);
- балети — «Майя» (1961), «Червона хустка» (одноактний, Донецьк, 1966), «Зарево» (одноактний, Донецьк, 1966), «Сонце зі сходу» (1969);
- хореографічні картини — «Поема про безсмертя» (Молодогвардійськ, Донецьк, 1968), «Подолянка» (Донецьк, 1968), «В сім'ї єдиній» (Донецьк, 1969), «Українська сюїта» (Донецьк, 1969), «Поема про весну» (одноактна, Донецьк, 1975), «Трудова симфонія Донбасу» (одноактна, Донецьк, 1975), «Дорогою батьків» (одноактна, Донецьк, 1976), «Угорська рапсодія» (одноактна, Донецьк, 1976);
- для хору і симфонічного оркестру — драматична ораторія «Тарас Шевченко» (слова Г. Кривди, 1964), ораторія «Ленін завжди живий» (слова A. Смирнова, 1967), «Від темряви до світла» (слова B. Шутова, 1969);
- кантати: «Донбас трудовий» (слова В. Кулемова, 1959), «Шахтарський привіт столиці» (слова В. Шутова, 1960), «Слава шахтарям Донбасу» (слова П. Безпощадного, 1961), «Шахтарський уклін Москві» (слова В. Шутова, 1965);
- для симфонічного оркестру — поема «Звільнений Донбас» (1950), увертюра «Шахтарське свято» (1951), «Симфонія до 300-річчя возз'єднання України з Росією» (1954), Танцювальна сюїта (1954), «Поема про героїв Донбасу» (1973);
- для фортепіано і симфонічного оркестру — Концерт (1970);
- для скрипки і симфонічного оркестру — Концерт (1966);
- для труби і симфонічного оркестру — Концерт (1969);
- для фагота і симфонічного оркестру — Рапсодія (1969);
- для ксилофона і симфонічного оркестру — Українська сюїта (1972);
- для голосу і симфонічного оркестру — цикл «Сибір, земля могутня» (слова О. Прокоф'єва, 1974);
- для струнного квартету — Танцювальна сюїта (1970);
- для ксилофона і фортепіано — Фантазії (1972), Фантазія-рапсодія на білоруські теми (1972);
- для фортепіано — Польська сюїта (1970), Сюїта на теми народів СРСР (1971);
- для голосу і  фортепіано — романси на слова радянських поетів, в тому числі «Балада про 26 бакинських комісарів» (слова Л. Руссова, 1969), «Космічні далі» (слова В. Шутова, 1971), «Про матір Леніна» (слова С. Смирнова, 1971), «Солдатські листи» (слова В. Юречко, 1973), «Донбас—Кузбас» (слова В. Юречко, 1975);
- музика до драматичних вистав;
- обробка народних пісень[2].

## Відзнаки
Нагороджений орденом «Знак Пошани» і медаллю «За трудову доблесть».